# Apelo à emoção
Apelo à emoção ou argumentum ad passiones é a falácia informal que ocorre quando se usa a manipulação dos sentimentos do receptor como forma de convencê-lo da validade de um argumento. É um tipo de apelo à crítica, que se usa de argumentos que não abordam a questão sendo discutida.

## Uso do apelo à emoção
Apelar para a emoção pode incluir, além da própria falácia de apelo à emoção, outras, entre elas:
- Apelo à consequência
- Apelo ao medo
- Apelo à vaidade
- Apelo à misericórdia
- Apelo ao ridículo
- Apelo ao ódio
- Wishful thinking

O apelo à emoção pode ser feito de modos muito distintos, provocando a seu receptor uma sensação boa, como de alegria e excitação, ou ruim, como medo e culpa. No apelo à emoção, desconsidera-se a validade dos argumentos, levando em conta apenas os que lhe parecem agradáveis, sendo considerada um modo irracional de se julgar algo. Essa falácia é comumente usada em propagandas, com o apelo à emoção visual, como fotos de lugares bonitos, pessoas felizes ou outra que cause uma sensação positiva às pessoas.

### Estrutura lógica
O apelo à emoção pode ter mais de uma estrutura para acontecer. Contudo, pode-se dizer, que esta falácia apresenta argumentos de forma a evocar alguma emoção no receptor que dificulte ou confunda o seu julgamento.
Evoca-se primeiro um sentimento no leitor, através de uma premissa X.
Usa-se um argumento qualquer Y como consequência lógica de X, mas X é consequência de Y, ou não está logicamente relacionado com Y. 

### Exemplos
- Escrever na Wikipédia é bom, portanto devemos escrever mais nela.
- Papai Noel deve ser real, caso contrário eu ficaria triste.
- Me causa nojo ver um feto abortado, logo aborto é errado.
- O papai fica triste quando você faz isso, não faça mais isso.